# MCP Sound & Media
Die MCP Sound & Media GmbH ist ein unabhängiges österreichisches Medienunternehmen, das sich vor allem auf Tonträger und deren Vertrieb spezialisiert hat, mit Sitz in Ötztal-Bahnhof, einer Ortschaft der Gemeinde Haiming in Tirol.

## Geschichte
Gegründet wurde das Unternehmen 1976 unter dem Namen MCP Musikkassettenproduktion durch Hans Jöchler. Es betreibt eine Reihe von Sublabels, darunter MCP Sound & Media (ohne den Zusatz GmbH), MCP Records, VM Records sowie (die mittlerweile inaktiven) Labels ACD und das Budgetlabel Eurotrend.
Marathon, der zugehörige Musikverlag, wurde 1978 gegründet. Zusätzlich betreibt MCP diverse Tonstudios und eigene Compact-Disc-Fertigungsstraßen sowie Melodie TV, ein laut Webseiten-Metadatenbeschreibung, „österreichischer Free-TV Fernsehsender, der sich auf Volksmusik (sic!), Schlager und Natur spezialisiert hat“ und einen zugehörigen YouTube-Kanal, der mit Musikvideos-Clips der vertretenen Interpreten sowie der eigenproduzierten Musiksendung Herzlichst bespielt wird.
Über einen eigenen Webshop werden neben CDs und DVDs von MCP vertriebenen Musikern auch Dokumentationen, Reise-, Spiel- und Erotikfilme, Serien auf DVD sowie Gesundheitsprodukte vertrieben.
1995 wurde die Filmproduktionsfirma Mountain Pictures gegründet, die bis 2001 unter anderen die TV-Hitparade für den ORF, die Sendungen „Melodien der Berge“ und „Die letzten Paradiese“ für die ARD (letztere in Zusammenarbeit mit Telepool) produziert hat.

## Portfolio
Die Veröffentlichungen decken unter anderem die musikalischen Genres deutschsprachige volkstümliche Musik, Schlager, Klassik und Country ab. Außerdem vertreibt MCP Lizenz-Veröffentlichung mit Musikvideo-Boxsets auf VHS und DVD im deutschsprachigen Raum von verschiedenen Künstlern und Genres, so u. a. Mitschnitte von Auftritten von Künstlern wie Johnny Cash, Marvin Gaye, dem Rat Pack und anderen.
Neben Alben von einzelnen Interpreten und Gruppen wie Andy Borg, Claudio de Bartolo und Freddy Breck oder Meilenstein und Tirol Sound veröffentlicht das Label auch Kompilationen wie Diamanten der Volksmusik und Best Of Woodstock der Blasmusik Volume 05 mit Beiträgen von Künstlern wie Marc Pircher, Zillertaler Haderlumpen und Takeo Ischi oder Ernst Hutter & Die Egerländer Musikanten und Losamol.
Verschiedene Alben des Labels haben es in die Charts in deutschsprachigen Ländern geschafft. Dazu gehören u. a. Romantica (2009) und Nie wieder einsam (2011) von Graziano, die Platz 59 respektive 13 in Österreich erreichten, sowie Komm ein bisschen mit ...zum Tanzen, Singen & Träumen (2011, Platz 95 in der Schweiz und 26 in Österreich) und Santa Maria (2009, Platz 58 in Deutschland, 48 in der Schweiz und 4 in Österreich),  die beide von Andy Borg eingespielt wurden.

## Veröffentlichungen (Auswahl)
- Andy Borg – Jugendliebe (2018)
- Antonia aus Tirol & Kimberly – Das rote Pferd (Single, 2007)
- Astrid Breck – Liebe macht´s möglich (2011)
- Claudio de Bartolo – Ich hab' heute nacht mein Herz gefragt (2005)
- Daniela Alfinito – Bahnhof der Sehnsucht (2008)
- De Hutzenbossen – Hutzenzeit (2013)
- Die Amigos – Unvergessene Schlager (Kompilation, 2014)
- Die Original fidelen Lavanttaler – Wenn Musik uns verbindet (2012)
- Duo Deluxe – Sieben Wunder (2019)
- Ernst Hutter & Die Egerländer Musikanten – Liebe zur Musik (2012)
- Freddy Breck – Forever Freddy Breck – Das Musikalische Vermächtnis einer Legende (Videoalbum, 2010)
- Gudrun Lange & Kactus – Ein Duft von Heu (2008, Wiederveröffentlichung von Gudrun Lange & Kactus – „Deutscher Supercountry“)
- Graziano – Nie wieder einsam (2011)
- Katharina Wolff – Es muss Liebe sein (2007)
- Kay Dörfel – Auf und davon (2016)
- Meilenstein – Christin (Single, 2008)
- Michael Heck – Michael Heck singt die schönsten Lieder von Ronny (2013)
- Peter Orloff und der Schwarzmeer Kosaken-Chor – Nach Hause, das heißt Damoj (1996)
- Rüdiger Wolff – Liebe gibt (2006)
- Sarah-Jane – Einmal hin, einmal her (2005)
- Sigrid & Marina – Das Beste – 20 große Erfolge (Kompilation, 2014)
- Tirol Sound – Das ABC ist der Tiroler Schmäh (2013)
- Willi Seitz – Wo ziehn die Jahre hin (2011)
- Various – Best Of Woodstock der Blasmusik Volume 05 (Kompilation, 2015)
- Various – Diamanten der Volksmusik (Kompilation, 2004)

## Belege
1. ↑  MCP Sound & Media: mcpsound.com: mcpsound.com Geschichte
2. ↑  discogs.com Marathon
3. ↑  mcpsound.com : Firmengeschichte (zuletzt 2001 aktualisiert)
4. ↑  discogs.com MCP Sound & Media
5. ↑  Graziano: austriancharts.at: Graziano
6. ↑  Andy Borg: austriancharts.at: Komm ein bisschen mit ...zum Tanzen, Singen & Träumen
7. ↑  Andy Borg: austriancharts.at: Santa Maria